# Fort van Hoei
Het Fort van Hoei (Frans: Citadelle de Huy) is een fort uit het begin van de 19e eeuw op een heuvel langs de Maas in de Luikse stad Hoei in België. Het fort werd ten tijde van het Verenigd Koninkrijk der Nederlanden gebouwd en wordt daarom ook wel het Hollandse Fort genoemd.

## Li Tchestia

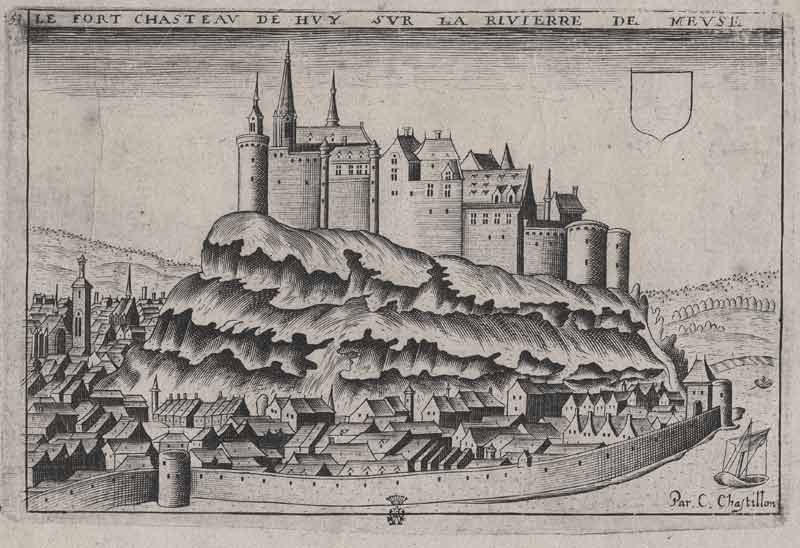
Het kasteel van Hoei (ca. 1600)

Het oorspronkelijke kasteel van Hoei werd al in de 9e eeuw beschreven. Vanaf de middeleeuwen is het kasteel, dat Li Tchestia werd genoemd, steeds verder uitgebouwd vanwege de strategische positie langs de Maas. In de 17e eeuw, tijdens de oorlogen van Lodewijk XIV, kreeg het kasteel het zwaar te verduren. Na het Barrièretraktaat waarin de verdediging van de Hollandse Republiek tegen de Franse agressie werd geregeld, werd het kasteel van Hoei afgebroken (1715). Een eeuw lang bleef de rots waarop het kasteel had gelegen leeg.
Li Tchestia was een van de zogenaamde 'vier wonderen van Hoei'.

## Nederlands en Belgisch fort
Na de Eerste Coalitieoorlog was Hoei een Franse stad. Een twintigtal jaren later veranderde dit alweer en kwam het Verenigd Koninkrijk der Nederlanden tot stand. Hierdoor kwam Hoei onder Nederlands bewind. Op de rots waar het kasteel van Hoei had gelegen, werd tussen 1818 en 1823 een nieuw fort gebouwd. Vanwege de ligging van het fort bij een bocht in de Maas, was er in beide richtingen honderden meters vrij zicht op de rivier. De inrichting van het fort was zodanig dat er 600 manschappen konden verblijven in grote slaapzalen. Een oude waterput, die in het vroegere kasteel was gegraven in opdracht van Everhard van der Mark, zorgde voor watertoevoer.
Na de Belgische Revolutie kwam het fort in 1831 in Belgisch bezit. Van 1848 tot 1855 fungeerde het als staatsgevangenis. Hier belandden onder meer de veroordeelden van de Affaire Risquons-Tout en van het Prado-proces in het cachot, in miserabele isolatiecellen. In de tweede helft van de 19e eeuw nam de Belgische generaal Brialmont, die verantwoordelijk was voor de stellingen rond Antwerpen en Luik, het fort van Hoei op in de verdediging van de Maas.

## Tijdens de Wereldoorlogen
In het begin van de 20e eeuw had het fort geen militaire betekenis meer. In de Eerste Wereldoorlog gebruikten de Duitsers het fort als gevangenis. De bezetter richtte er een disciplinair kamp voor deserteurs in. Aan het einde van de oorlog verbleven er Russische gevangenen in het fort. Van 1920 tot 1932 was er in het fort een militaire school gevestigd, waarna het fort door defensie werd vrijgegeven en er toeristische rondleidingen konden worden gegeven.
Vanwege de dreiging voor een nieuwe wereldoorlog werd er in 1937 een garnizoen van het Belgische leger in het fort gelegerd. Deze eenheid van de Ardense Jagers bleef er tot het moment dat de stad Luik in Duitse handen viel, in mei 1940. Gedurende de Tweede Wereldoorlog was er een Duitse gevangenis in het fort. Onder toezicht van de Geheime Feldpolizei (GFP) werd er in mei 1940 een detentiekamp ingericht. Vanuit Noord-Frankrijk werden in totaal 1240 gevangenen naar Hoei gedeporteerd, veelal mijnwerkers die staakten vanwege de slechte omstandigheden die de Duitse bezetting met zich meebracht. Daarnaast hebben nog circa 6000 Belgen en andere nationaliteiten hier opgesloten gezeten. Onder de gevangenen bevonden zich zo'n 100 vrouwen, die apart werden gehouden in één zaal. Een groot deel van de gevangenen werd afgevoerd naar concentratiekampen. In het fort zelf zijn minstens tien personen omgekomen vanwege de erbarmelijke omstandigheden. Daags voor de bevrijding, op de ochtend van 5 september 1944, werden al kleine groepen gevangenen vrijgelaten. Die middag ging de poort wijd open. Na de Tweede Wereldoorlog heeft het Belgische Ministerie van Justitie nog korte tijd (tot december 1946) een interneringskamp in het fort gehad.

## Het fort nu
Vanaf 1946 wordt het fort geëxploiteerd als bezienswaardigheid. Sedert 1957 is er een kabelbaan die toeristen naar het fort brengt. De kabelbaan is na een helikopterongeluk in 2012 buiten gebruik gesteld. Sinds 1992 is in het fort het Museum van het Verzet en van de Concentratiekampen gevestigd. Bezoekers krijgen hier een indruk van het leven in het fort en in concentratiekampen tijdens de Tweede Wereldoorlog.

## Fotogalerij

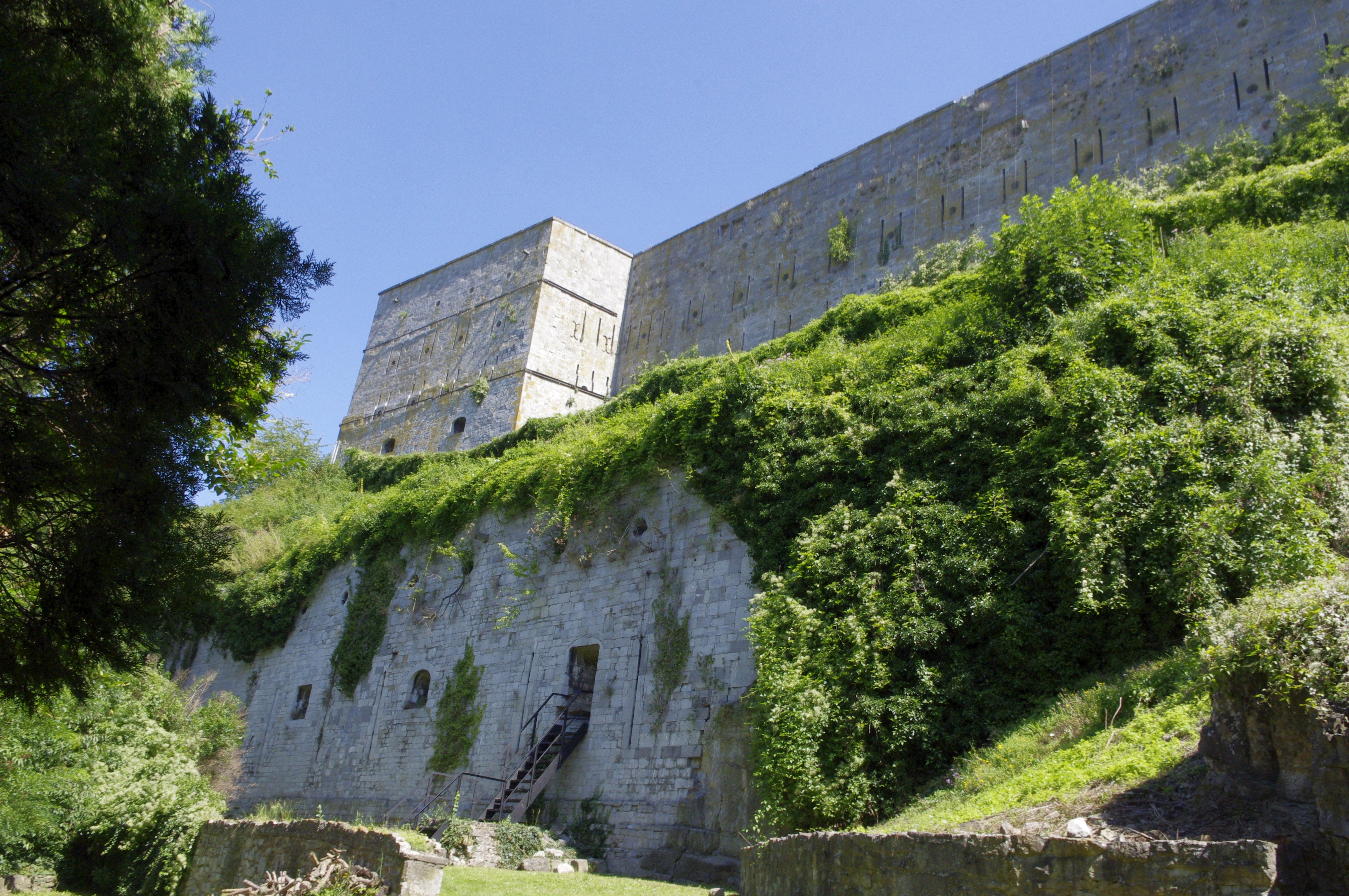
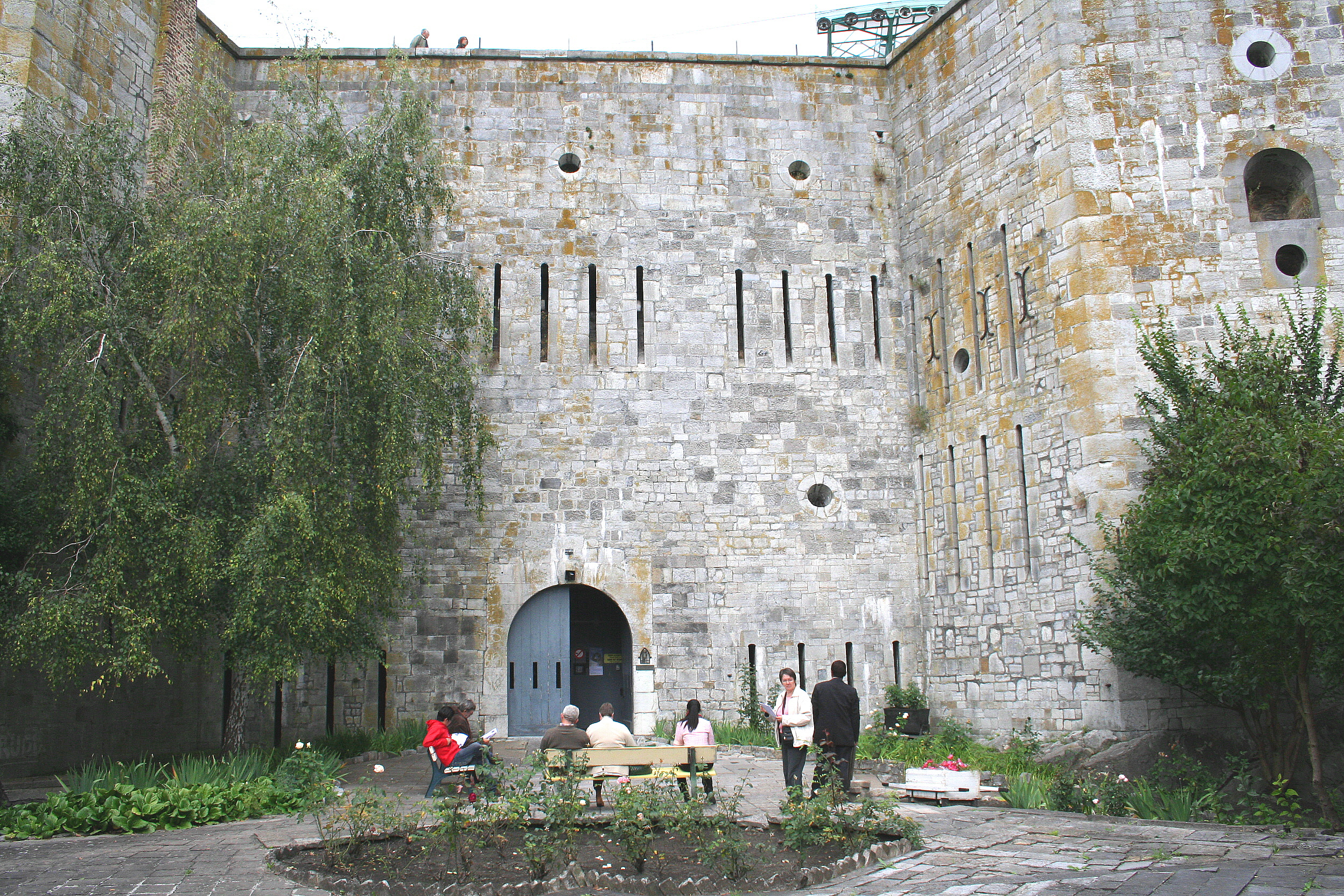
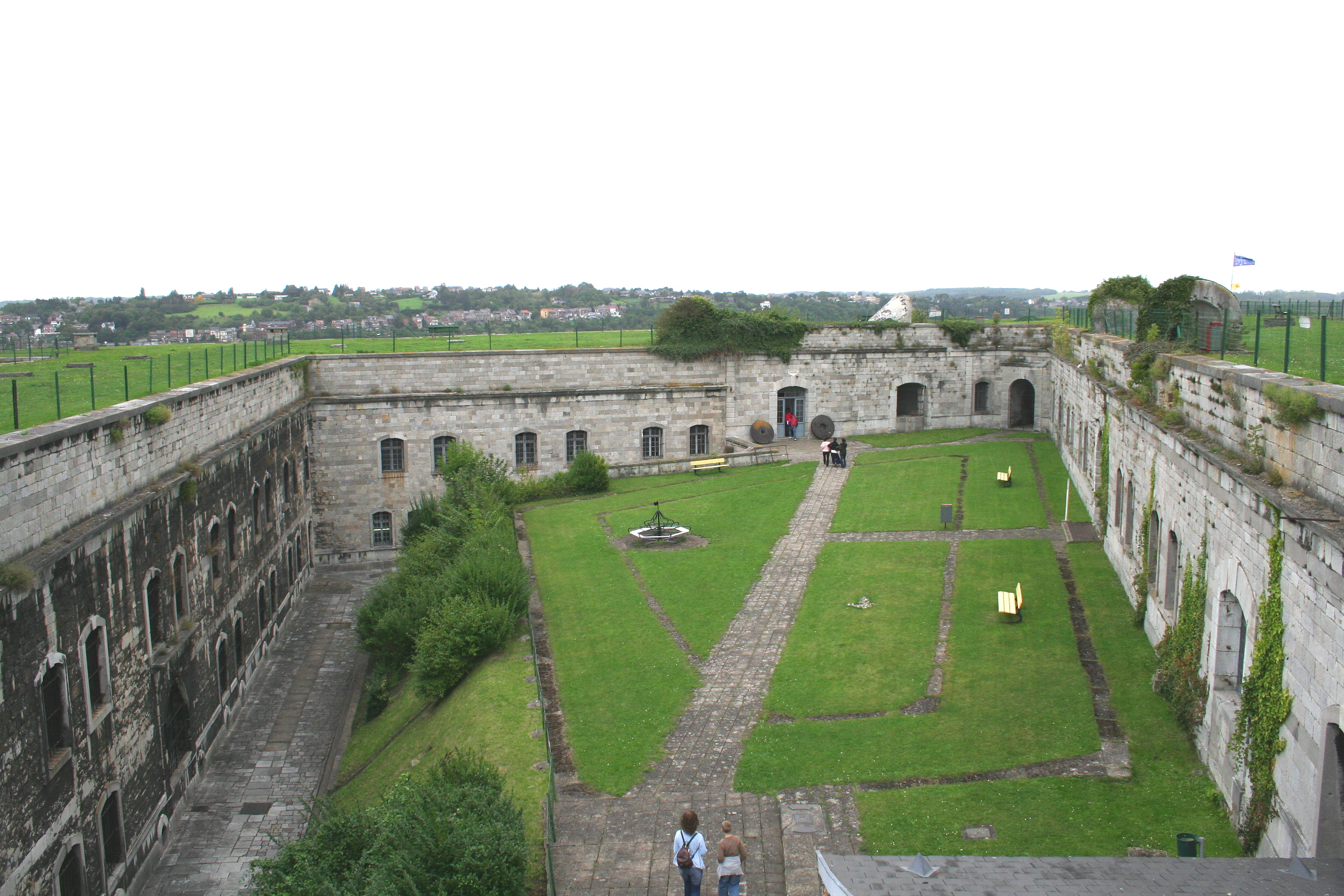
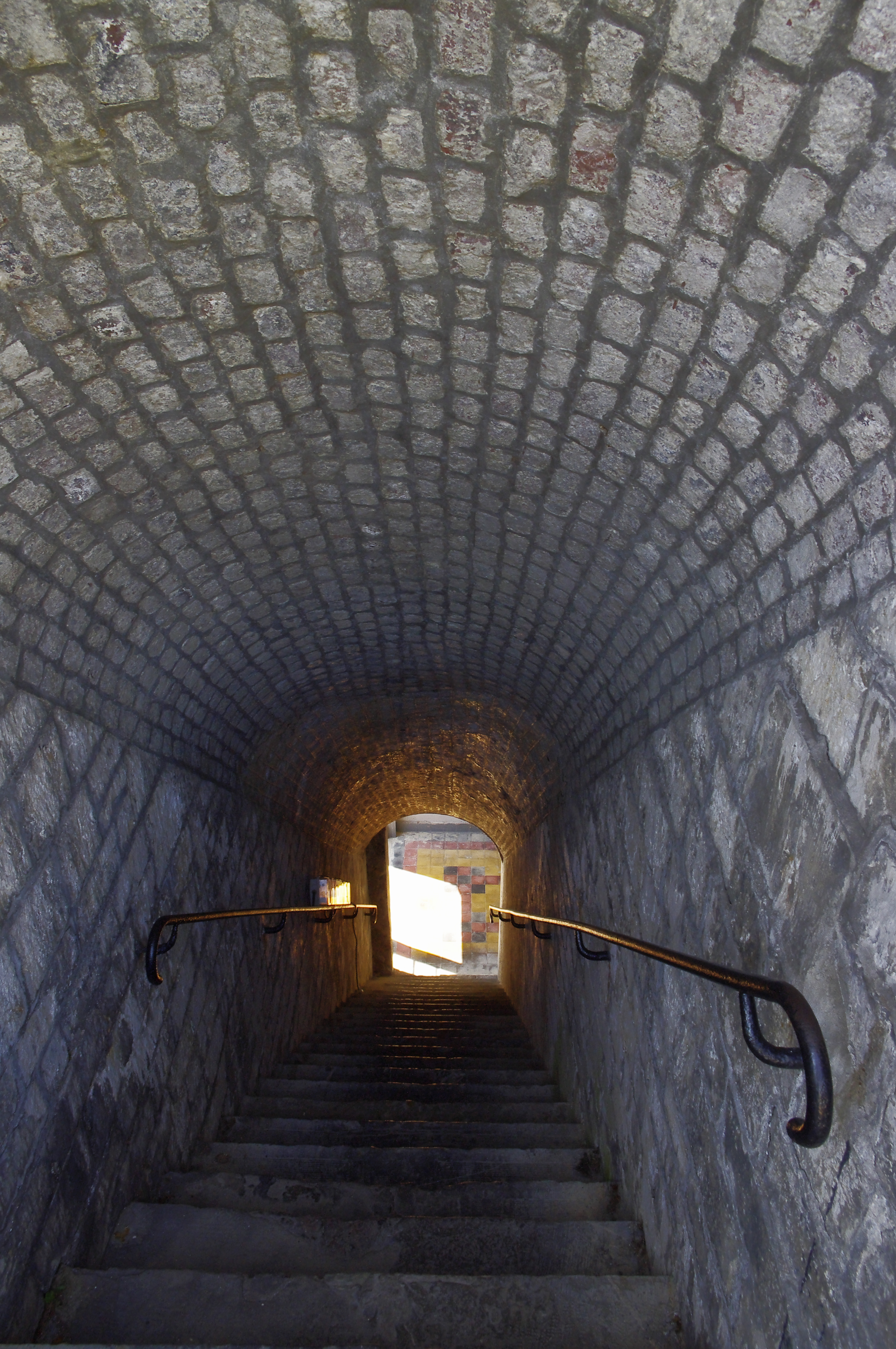